# Замок Накидзин
Накидзин (яп. 今帰仁城) — замок в Японии, который был расположен в Накидзине, префектуры Окинава. Относился к типу рюкюских замков-святилищ гусуку. В настоящее время замок находится в руинах. Крепость включает в себя несколько священных рощ, утаки, что отражает роль замка как религиозного центра. Замок также известен благодаря вишням хикан, которые цветут на севере Окинавы с середины января по начало февраля, это первая сакура в Японии. В 2000 году замок был включён в список всемирного наследия ЮНЕСКО как один из памятников государства Рюкю.

## История замка
Согласно археологическим исследованиям, строительство замка на полуострове Мотобу началось в конце XIII века. Накидзин приобрёл свою окончательную форму в начале XV века. В своё время этот гусуку был самым большим на Окинаве, занимая площадь около 56,6 м². Горы, окружающие замок, обеспечивают естественную защиту крепости, затрудняя навигацию нападающим и ограничивая возможные направления атаки. Замок отделен от основного горного массива Мотобу с востока крутым обрывом в ущелье с ручьём на дне. Крутой обрыв на севере и северо-востоке от замка спускается к береговой линии. Небольшая гавань когда-то была портом при Накидзине.
В начале периода Сандзан правитель гусуку Накидзин объявил себя королём северной Окинавы, и вскоре Окинава была разделена на три королевства: Хокудзан, Тюдзан и Нандзан. В 1416 году король Тюдзана Сё Хаси напал на Хокудзан и Накидзин. После взятия крепости король Хокудзана и его ближайшие вассалы покончили жизнь самоубийством, а гусуку Накидзина вошло в состав королевства Тюдзан. Сё Хаси назначил своего младшего брата новым командиром замка Накидзин, и в течение следующих двухсот лет он служил дворцом короля Рюкю.
Королевская резиденция располагалась во внутренней, самой высокой, части комплекса и была окружена небольшим садом с родником. Три святилища стояли на самой высокой точке обрыва. Во внутренних оградах, расположенных несколько ниже, находились резиденции некоторых вассалов, а также административные здания, конюшни и гарнизоны для воинов княжества. Общая длина крепостных стен, сложенных из известняка составляет около 1,5 км.
Крепость перестала функционировать в 1665 году, когда японский род Симадзу, завоевавший острова Рюкю в 1609 году по приказу сёгуна Токугава, отозвал заместителя правителя Накидзина в Сюри. Гусуку Накидзин в то время также имел религиозное значение и включал в себя несколько мест для молитв.

## Культурное наследие Японии
Правительство островов Рюкю объявило Накидзин историческим местом в 1955 году, особым историческим местом в 1958 году и присвоило статус памятника культурного наследия островов Рюкю в 1962 году. В период с 1962—1967 год были проведены работы по воостановлению стен замка.
В 1972 году Япония объявило замок объектом культурного наследия Японии. В 1980 году были начаты работы по восстановлению замка.
В настоящее время руины замка используются как туристический объект. Со стен замка виден прекрасный вид на Восточно-Китайское море. Накидзин также неизменно входит в число первых мест в стране, где каждый год можно увидеть цветение сакуры и провести ханами.